# União Sportiva
El União Sportiva fue un equipo de fútbol de Brasil que jugó en el Campeonato Paraense, la primera división del estado de Pará, del cual fue uno de los equipos fundadores.

## Historia
Fue fundado el 15 de agosto de 1906 en el municipio de Belém, la capital del estado de Pará en la Plaza Justo Chermont en un periodo donde solo había dos equipos de fútbol en el municipio: el ADR Beneficente y el Sport Club do Pará. En ese mismo año fue uno de los equipos fundadores del Campeonato Paraense, el cual no pudo completar sus dos primeras temporadas.
En 1908 fue el primer campeón estatal luego de que se jugara completo por primera vez el Campeonato Paraense. Al no disputarse la edición de 1909 vuelve a ser campeón estatal al año siguiente así como su primer título municipal, pero al no jugarse la edición de 1911 el club bajó mucho el nivel mientras que el Clube do Remo se fortaleció luego de reorganizarse.
A finales de los años 1920 el club supo lo que era nuevamente ser campeón de algo al ganar el Torneo Inicio de Pará en dos ocasiones en 1924 y 1927, década en la que también fue subcampeón estatal en 1923 y 1929, pero luego de años sin ganar nada el club desaparece en 1967.
El club es refundado en 2008 para jugar el torneo centenario del Campeonato Paraense, del cual quedó subcampeón luego de perder la final contra el Tuna Luso Brasileira.

## Palmarés

### Estatal
- Campeonato Paraense: 2

1908, 1910
- Torneo Inicio de Pará: 2

1924, 1927

### Municipal
- Campeonato de Belem: 1

1910

## Jugadores

### Jugadores destacados
- Rubilar
- Marituba